# Zwartkopparkiet
De zwartkopparkiet (Pyrrhura rupicola) is een vogel uit de familie Psittacidae (papegaaien van Afrika en de Nieuwe Wereld). 

## Verspreiding en leefgebied
Deze soort komt voor in het zuidwestelijk Amazonebekken en telt twee ondersoorten:
- P. r. rupicola: centraal Peru.
- P. r. sandiae: zuidoostelijk Peru, westelijk Brazilië en noordelijk Bolivia.

## Status
De grootte van de populatie is in 2019 geschat op 100.000-500.000 volwassen vogels. Op de Rode lijst van de IUCN heeft deze soort de status niet bedreigd.